# Pol Pot
Saloth Sar (født 19. maj 1925 (eller 1928), død 15. april 1998) bedre kendt som Pol Pot var leder af den kommunistiske oprørsgruppe De Røde Khmerer, som var ansvarlig for op mod to millioner døde i Cambodja under det brutale styre fra 1975 til 1979.
Pol Pot blev inspireret af de franske kommunister, som han oplevede under sit studieophold i Paris i Frankrig fra 1949 til 1953, samt af Mao Zedongs politik i Folkerepublikken Kina.

## Liv og gerning
Pol Pot blev formentlig født i 1925 under navnet Saloth Sar. Hans fader var en rig godsejer med 40 daglejere. Familien havde forbindelser til landets førende kredse. Saloth Sar havde en kusine, som underviste ved den kongelige ballet og var kongens førstekonkubine. Hans storebror var embedsmand.

### Falleret student og revolutionær
Da han var seks år gammel, blev han sendt til Phnom Penh, hvor han skulle bo hos sin broder, mens han gik i en katolsk skole, der ellers var forbeholdt franske og vietnamesiske embedsmænds børn. Men han dumpede til afgangseksamen. Han blev sat i et buddhistisk kloster som led i hans åndelige udvikling. Seks år efter fik han i 1949 et stipendium til at studere radioteknik i Paris. Han kom til Paris som 24 årig.
På universitetet og på Boulevard St. Germain, hvor den intellektuelle elite mødtes for at diskutere nyheder, mødte han andre cambodjanere. De fulgte med stor interesse den vietnamesiske befrielseskrig mod den franske kolonimagt. For de unge cambodjanere fremstod de vietnamesiske kommunister som frihedshelte. De søgte ind i det franske kommunistparti, som stod meget stærkt. Partiet forberedte en revolution og konsulterede Josef Stalin i Moskva.
I 1950 dannede de cambodjanske kommunister deres egen undergruppe på ni. Fra 1950 til 1953 holdt de jævnlige møder i Chautou 11 km fra Paris, hvor der blev lagt planer for Cambodjas fremtid. Saloth Sars var ikke et fremtrædende medlem af gruppen. Dens midtpunkt og chefideolog var den økonomistuderende Khieu Samphan, søn af en advokat. Han skrev doktordisputats om, at Cambodja skulle gøre sig selvforsynende og undgå gæld til de rige lande. For at opnå det, skulle bybefolkningen vende tilbage til landet og deltage i landbruget på lige fod med bønderne. Derved skulle landet producere rigeligt med ris, grøntsager og andre fornødenheder.

### Partisan i Cambodja
Efter tre år blev Saloth Sars stipendium inddraget, fordi han var udeblevet fra alle eksaminer. Han vendte hjem som revolutionær og sluttede sig efter hjemkomsten i 1953 til den første af de vietnamesisk dominerede Viet Minh og senere til det cambodjanske kommunistparti.
Da franskmændene forlod Fransk Indokina i 1953, valgtes kong Norodom Sihanouk til statsminister i Cambodja, der nu ikke havde brug for Saloth Sars radikale ideer. I 1954 endte den første vietnamkrig. Ved fredsforhandlingerne blev det fastlagt, at Frankrig skulle opgive sine kolonier i Indokina, og Vietnam blev delt i et kommunistisk Nordvietnam og et kapitalistisk Sydvietnam. I Cambodja overdrog Sihanouk kongeværdigheden til sin fader, dannede selv et politisk parti og lod udskrive valg. Kommunisterne deltog i valget men fik næsten ingen opbakning. Freden bredte sig, velstanden steg og den kommunistiske sag havde ingen fremtid.
I 1956 giftede Saloth Sars sig med Khieu Ponnary fra gruppen i Paris. De var lærere men blev snart fyret, fordi de drev kommunistisk propaganda blandt eleverne. Familien afbrød forbindelsen med dem, og Saloth Sars forsvandt. Han drog til landets nordøstlige provinser, der lå afsides og var økonomisk tilbagestående. Her drev han sin politiske virksomhed og opbyggede en hær af tilhængere, der fik navnet "Khmer Rouge", de røde khmerer.
I 1960 udbrød den anden vietnamkrig. Krigen fremstod som et internt oprør i Sydvietnam ledet af Folkets Befrielseshær mod regeringen i Saigon, men reelt stod Nordvietnam bag[kilde mangler], og det fik støtte fra både Sovjetunionen og Folkerepublikken Kina. For at sende hjælp til kommunisterne i Sydvietnam var det nødvendigt at oprette en rute. Den - Ho Chi Minh-stien - gik gennem Laos og Cambodjas nordøstlige provinser, de områder, hvor Saloth Sars, der nu kaldte sig Pol Pot (vistnok afledt af "Politique potentielle", oversat fra kinesisk). Vietnameserne anså ham for en nyttig allieret, og hans røde khmerer blev forsynet med våben, mens nordvietnameserne oprettede et hovedkvarter i de områder, han havde magten over. Af vietnameserne lærte Pol Pot at føre partisankrig. Efterhånden sluttede hans gamle kammerater fra Paris sig til ham, og nu var Pol Pot den ubestridte leder. Internt blev han kaldt "Broder Nummer Et".
I marts 1970 blev Sihanouk afsat af den USA-orienterede general Lon Nol ved et kup, angiveligt fordi han havde tilladt de nordvietnamesiske baser i Cambodja, og han drog i eksil i Kina, hvorfra han søgte samarbejde med Pol Pot, skønt han tidligere havde bekæmpet ham. Pol Pot indså hurtigt den propagandamæssige værdi og omdannede sin hær til "Cambodjas Kongelige Nationale Enheds Regering". Sihanouk blev formel leder, Khien Samphan blev vicestatsminister, men reelt lå magten hos Pol Pot. Med Sihanouk som propagandamiddel lykkedes det nu Pol Pot at opbygge en betydelig hær af analfabetiske og uvidende bønder, som fulgte kongen. Pol Pot kunne nu føre krig mod regeringen i Phnom Penh og gik fra den ene militære sejr til den anden. Samtidig blev USA's militære engagement i Indokina mere og mere upopulært på hjemmefronten, og den 17. april 1975 indtog Khmer Rouge hovedstaden, Phnom Penh. Forholdet mellem Nordvietnam og Khmer Rouge blev brudt i 1973 på grund af uenighed om Sydvietnam.
Da De Røde Khmerer rykkede ind i Phnom Penh, blev de hilst som befriere. Men de havde endnu ikke gennemført deres program.

### Leder af Demokratisk Kampuchea
Efter magtovertagelsen gik Pol Pot i gang med at realisere sit politiske program. Pol Pots egen version af maoismen var meget hurtigt at gennemføre en landbrugsreform med utopisk kommunisme: uden byer, klasser, kontakt med omverdenen, penge eller avanceret teknologi. Samme dag ryddede man sygehusene: læger, sygeplejersker og patienter blev med spark og slag drevet ud. Enhver, der forsøgte at protestere, blev skudt på stedet. Efter få timer var sygehusene tomme. Det flød med lig af nyfødte spædbørn og deres mødre.
Samtidigt foregik en systematisk udplyndring af forretninger og private hjem. Alt af værdi blev beslaglagt: biler, motorcykler og cykler, ure, fotografiapparater og transistorradioer. Alle bøger, offentlige dokumenter og arkivalier blev brændt. Alle pengesedler blev brændt.
Et omfattende massemord begyndte. Alle, der var mistænkt for at være embedsmænd eller officerer, blev henrettet. Overalt lød der skud fra maskinpistoler. Vandforsyning og elektricitet blev afbrudt.
Soldater med megafoner kørte gennem gaderne og opfordrede alle til at komme ud. Bygninger, hvor man så tegn på liv, blev beskudte med bazookaer. Befolkningen samledes rædselsslagen på gaden. De fik besked på omgående at forlade byen. De måtte ikke tage noget med. De fik at vide, at amerikanerne havde planer om at bombe byen. De blev sendt på dødsmarcher. Enhver, som forsøgte at gå ud af rækkerne, blev skudt. Fortovene var oversået med døde og sårede. Børn, gamle og syge blev trampet ihjel. På to døgn var byen tømt for mennesker.
Overalt var marchruterne flankeret af soldater fra de røde khmerer. De var unge drenge og piger i alderen 12-16 år, analfabeter, totalt uvidende, uden moral, marodører samlede op i de afsides jungle- og bjergegne, hvor Pol Pot havde hvervet sin hær. De var indoktrineret med, at byboere var parasitter, forrædere og folkefjender. Deres uniform var sort med et rødt tørklæde om halsen eller om hovedet, De var bevæbnet med maskingeværer.
Pol Pot opbyggede nu sin nye stat. Han krævede fuldstændig loyalitet for sig selv og sin bevægelse, Angkar, "organisationen", nu omdøbt Demokratisk Kampuchea Parti. Traditionelle hierarkiske titler og tiltaleord blev forbudt (men Pol Pot blev nævnt som "bror nummer et") og der var ingen personlighedskult, muligvis blev sondringen mellem Angkar og Pol Pots egen person sløret til det punkt, hvor Pol Pot var Angkar og vice versa.
Store grupper af befolkningen blev erklæret uønskede: vietnamesere og stammefolk som Cham og Lao, alle med uddannelse, alle buddhister, muslimer og kristne, alle med briller (de ansås for intellektuelle) eller havde fine hænder osv.. De, der ikke blev myrdet, blev sat til hårdt fysisk arbejde fra solopgang til solnedgang på minimale madrationer, som endda blev mindsket, hvis de ikke levede op til de produktionskrav, som "organisationen" fastsatte.
Skøn over, hvor mange mennesker blev myrdet - dræbt med skærpede bambusstænger, kvalt med plastikposer, tortureret til døde i sikkerhedscenter S-21 eller sultede - 1975-1979 er mellem 800.000 til 3.000.000 af en befolkning på lidt over 7 millioner. Khieu Samphan, Kampuchea præsident, anslog antallet til "under 10.000". Pol Pots egne estimater regnede med næsten en million døde. Mindesmærker til den myrdede tilgængelige i dag i Phnom Penh (S-21 Toul Sleng) og Choeung Ek, et af de mest berømte steder på "Killing Fields".
Efterhånden blev Pol Pot ramt af forfølgelsesvanvid. Flere af hans militære støtter blev kaldt til Phnom Penh for at "få nye ordrer". Reelt blev de tortureret og slået ihjel. Pol Pot sov sjældent to nætter på samme sted. "Organisationen" udviklede sig til en stikkerhær, hvor enhver var rede til at "angive" en anden, om så for at få noget at spise. Det lykkedes Pol Pot at få udryddet store dele af dem, som havde støttet ham. Andre bragte sig i sikkerhed i Vietnam: hele hærafdelinger gik i vietnamesisk tjeneste.

### Regimet væltes
Vietnam var Sovjetunionens vasal. Da der udbrød stridigheder mellem Vietnam og Kina, støttede Pol Pot ubetinget Kina. Dermed blev han et mål for vietnamesiske angreb.
En vietnamesisk intervention i 1978-1979 (som indledte den kinesisk-vietnamesiske krig) erstattede Pol Pots regime med et over for Vietnam (og indirekte Sovjetunionen) loyalt kommunistisk regime under Heng Samrin. Regimet bestod hovedsageligt af afhoppede Khmer Rouge-folk (heriblandt landets senere statsminister, Hun Sen), som ledede det nystiftede Folkerepublikken Kampuchea til 1992.
Pol Pot og Khmer Rouge blev af Kina og flere vestlige lande set som modvægt til Vietnam, og i sidste ende Sovjetunionen, til påvirkning af det tidligere Indokina. Styret modtog støtte udefra selv efter 1979, så det kunne fortsætte guerillakampen. Pol Pot, som ikke længere ledede Khmer Rouge og det opløste Demokratisk Kampuchea Parti, accepterede ikke de betingelser, som var aftalt efter Vietnams tilbagetrækning i 1989, og holdt stand mod regeringstropper til 1996, hvor anslået halvdelen (ca. 4.000) af hans soldater deserterede.
Da Pol Pot i sommeren 1997 lod sin nærmeste støtte Son Sen og hans familie henrette, blev han anholdt og dømt af Do Mok ("Broder Nummer Fire") til et liv i husarrest. Pol Pot var alvorligt syg og næsten blind døde officielt af et hjerteanfald den 15. april 1998, dagen efter han i radioen hørte, at han ville blive overdraget til den USA-støttede regering til retsforfølgelse. Liget blev brændt på en stak bildæk i hans lejr i junglen. Et år senere var der næsten intet tilbage af Pol Pots Angkar, men de landminer, som hans organisation udlagde, koster fortsat liv.